# Kenny Van Der Schueren
Kenny Van Der Schueren (Zottegem, 20 juli 1982) is een voormalig Belgisch wielrenner. Hij won in 2007 het eindklassement van de Triptyque Ardennais, zijn enige overwinning als beroepsrenner. Hij is een achterneef van ploegleider Hilaire Van der Schueren.

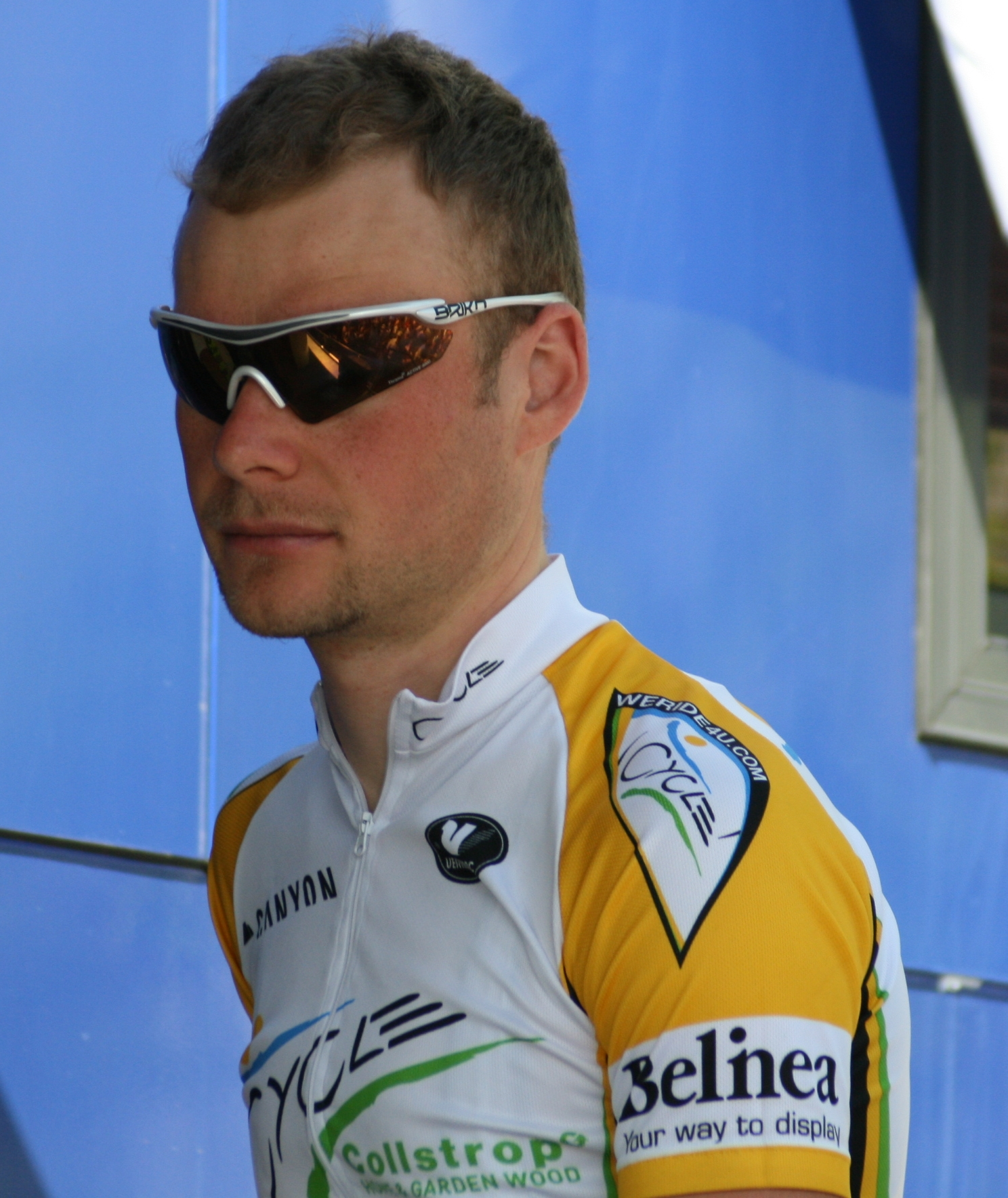

## Ploegen
- 2004 - Jartazi Granville Team
- 2005 - Profel Ziegler Continental Team
- 2006 - Unibet.com
- 2007 - Unibet.com
- 2008 - Cycle Collstrop
- 2009 - Palmans - Cras
- 2011 - Team Worldofbike.Gr
- 2012 - Etcetera-Worldofbike
- 2013 - World of Bike
- 2016 - Royal Cureghem Sportief